# Jennifer Holt
Jennifer Holt (née Elizabeth Marshall Holt, née le 10 novembre 1920 à Hollywood et morte le 21 septembre 1997 en Angleterre, est une actrice américaine.

## Biographie
Elle est née à Hollywood, fille de l'acteur Jack Holt et de son épouse Margaret Woods. Elle est la sœur de l'acteur de western Tim Holt.
Elle étudie en Belgique, au Santiago College au Chili et à la Bishop's School à La Jolla, en Californie.
Elle fait ses débuts au cinéma sous le nom de scène Jacqueline Holt dans un western de 1941 avec Hopalong Cassidy. Un article de journal de 1942 rapporte : "Jennifer Holt... a signé un contrat à long terme avec Universal". Ses débuts au cinéma se font dans Tenting Tonight on the Old Camp Ground en 1943. Elle y chante Cielito lindo.
On la voit dans 47 films au cours des années 1940. Tous ses rôles sauf huit sont dans des westerns où jouent des stars cow-boy tels que Lash LaRue, Tex Ritter et Johnny Mack Brown.
Après son dernier film en 1949, elle anime en 1950 une émission de télévision intitulée Panhandle Pete and Jennifer qui dure une saison. Dans les années 1950, elle apparaît dans des séries télévisées de western comme The Gabby Hayes Show et Tales of Wells Fargo (en) avec Dale Robertson.
En 1984, elle reçoit le Golden Boot Awards pour sa contribution au genre du western.
Elle s'est marié plusieurs fois, vivant pendant un certain temps au Mexique. Elle n'a pas d'enfants.
Elle finit sa vie dans le Dorset, en Angleterre, et meurt d'un cancer à l'âge de 76 ans en 1997,. 

## Filmographie partielle
(mai 2025).
- 1941 : Stick to Your Guns
- 1942 : Broadway
- 1942 : Private Buckaroo
- 1942 : La Cicatrice (The Silver Bullet) de Joseph H. Lewis
- 1942 : Pardon My Sarong
- 1942 : Deep in the Heart of Texas
- 1942 : Little Joe, the Wrangler
- 1942 : The Old Chisholm Trail
- 1943 : Adventures of the Flying Cadets
- 1943 : Tenting Tonight on the Old Camp Ground
- 1943 : Hi, Buddy
- 1943 : Cheyenne Roundup
- 1943 : Raiders of San Joaquin
- 1943 : Cowboy in Manhattan
- 1943 : Get Going
- 1943 : Frontier Law
- 1943 : Hers to Hold
- 1943 : Lone Star Trail
- 1943 : Raiders of Sunset Pass
- 1944 : Marshal of Gunsmoke
- 1944 : Oklahoma Raiders
- 1944 : Guns of the Law
- 1944 : Outlaw Trail
- 1944 : Riders of the Santa Fe
- 1945 : Beyond the Pecos
- 1945 : The Navajo Trail
- 1945 : Under Western Skies
- 1945 : Renegades of the Rio Grande
- 1945 : Song of Old Wyoming
- 1945 : The Lost Trail
- 1946 : Moon Over Montana
- 1946 : Hop Harrigan
- 1946 : Trigger Fingers
- 1947 : Over the Santa Fe Trail
- 1947 : Buffalo Bill Rides Again
- 1947 : Pioneer Justice
- 1947 : Ghost Town Renegades
- 1947 : Stage to Mesa City
- 1947 : The Fighting Vigilantes
- 1947 : Shadow Valley
- 1947 : Where the North Begins
- 1947 : Trail of the Mounties
- 1948 : Tornado Range
- 1948 : The Hawk of Powder River
- 1948 : Range Renegades
- 1948 : The Tioga Kid
- 1950 : Panhandle Pete and Jennifer
- 1958 : Perry Mason
- 1957 –1959 : Tales of Wells Fargo